# Dorfkirche Blankensee (Trebbin)

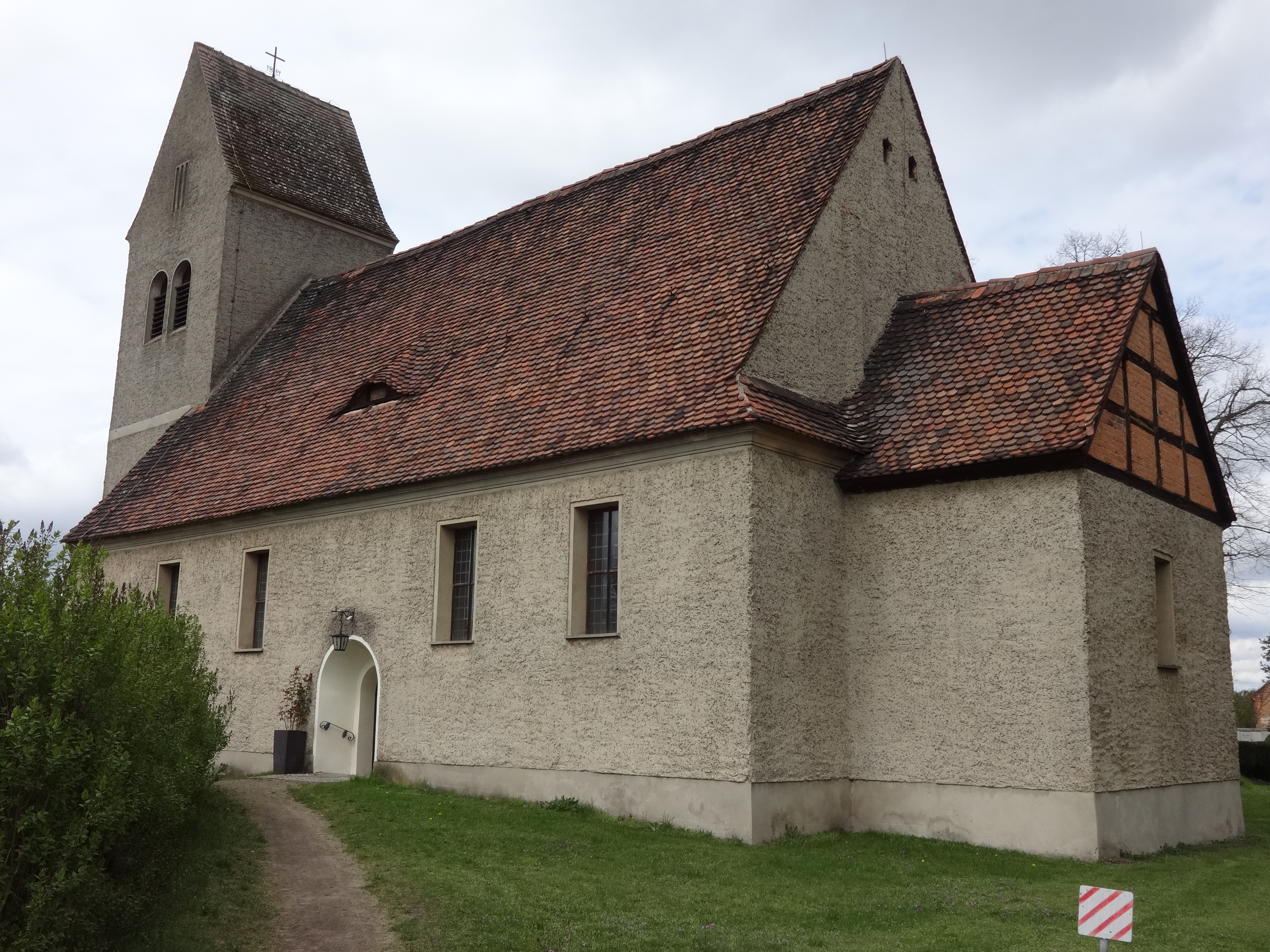
Dorfkirche in Trebbin

Die evangelische Dorfkirche Blankensee ist eine Saalkirche im Ortsteil Blankensee der Stadt Trebbin im Brandenburger Landkreis Teltow-Fläming. Die Kirchengemeinde gehört zum Pfarrbereich Stücken im Kirchenkreis Mittelmark-Brandenburg der Evangelischen Kirche Berlin-Brandenburg-schlesische Oberlausitz.

## Geschichte
Experten vermuten, dass im 13., möglicherweise auch im 14. Jahrhundert bereits eine einfache Fachwerkkirche existierte. Der im 21. Jahrhundert vorhandene Saalbau wurde in den Jahren 1706 bis 1710 auf Betreiben derer von Thümen errichtet. Das Bauwerk ist verputzt, so dass ohne eingehendere Untersuchungen keine Aussagen darüber getroffen werden können, ob er auf eventuell noch vorhandenen Fundamenten der ursprünglichen Kirche errichtet wurde. Sicher ist, dass die östliche Wand des Kirchenschiffs sowie der Triumphbogen von einem Vorgängerbau stammen. In den Jahren 1939 und 1940 erweiterte die Kirchengemeinde ihren Sakralbau um einen Westturm; zu einem späteren Zeitpunkt um eine Kapelle. In den Jahren 1991 und 1992 sanierte die Kirchengemeinde den Innenraum sowie den Kanzelaltar. Dabei wurden an der Altarwand drei, an einigen Stellen sogar vier Farbschichten freigelegt, die vom Vorgängerbau stammen. 2012 fand eine Bekämpfung des Gemeinen Nagekäfers statt, bei der die Kirche in eine luftdichte Hülle eingeschlossen wurde.

## Architektur

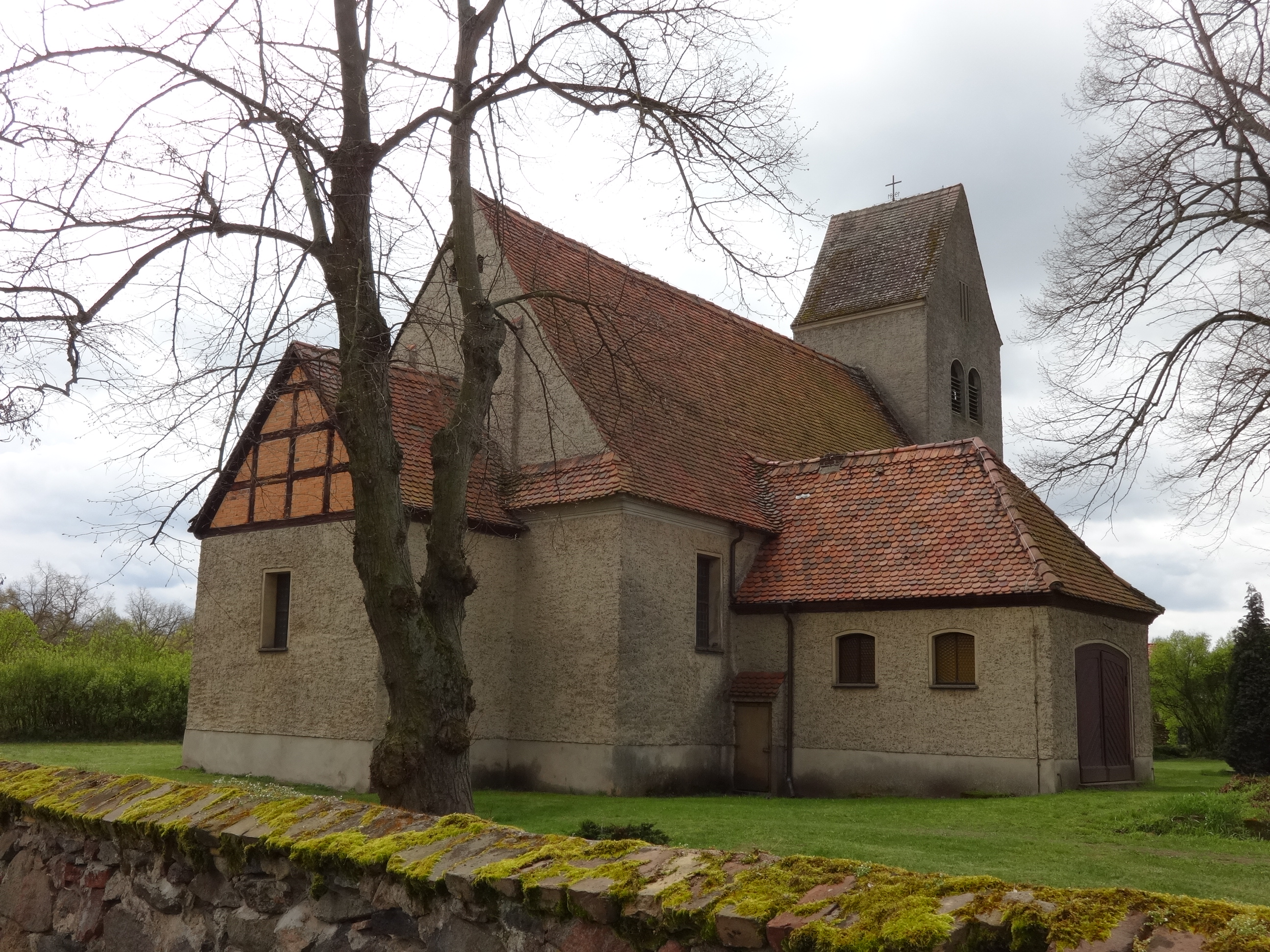
Ansicht von Nordosten

Der Saalbau ist mit einem schlichten, grauen Putz versehen. Am östlichen Giebel des Kirchenschiffs befinden sich zur Verbesserung der Baustatik zwei schmale Streben. In der oberen Hälfte sind zwei kleine Öffnungen erkennbar. An der nördlichen Kirchenwand wurde zu einem späteren Zeitpunkt eine schlichte Sakristei angebaut. Der Anbau mit einem Walmdach weist einen rechteckigen Grundriss auf; in die westliche und östliche Wand wurden je zwei bienenkorbförmige, schlichte Fenster eingebaut. An der nördlichen Wand befindet sich ein doppelflügeliges, hölzernes Tor. An der südlichen Wand des Kirchenschiffs sind je zwei paarweise angeordnete, ebenfalls schlichte rechteckige Bleiglasfenster eingelassen. Mittig zu diesen Fenstern befindet sich eine rundbogenförmige, hölzerne Pforte mit einer darüber angebrachten Laterne. Der Chor ist rechteckig angelegt und eingezogen. An der östlichen Chorwand befindet sich ein schlichtes, rechteckiges Bleiglasfenster. Der Giebel ist in Fachwerk ausgeführt, das mit orangen Mauerziegeln verfüllt wurde. Der Westturm verfügt nicht wie bei anderen Kirchen in der Region über einen mittigen Zugang an der Westseite, sondern über eine rechteckige Öffnung an der südlichen Turmseite, die mit einer rötlichen Holztür verschlossen ist. Die Baumeister fügten am Kirchturm in Höhe des Dachfirst des Kirchenschiffs an drei Seiten je zwei paarweise angeordnete, rundbogenförmige Klangarkaden ein. Dahinter befindet sich das Geläut, das aus drei Glocken besteht, die in den Jahren 1408, 1412 und 1517 gegossen wurden. Der Turm schließt mit einem Satteldach sowie einem Kreuz ab.

## Ausstattung

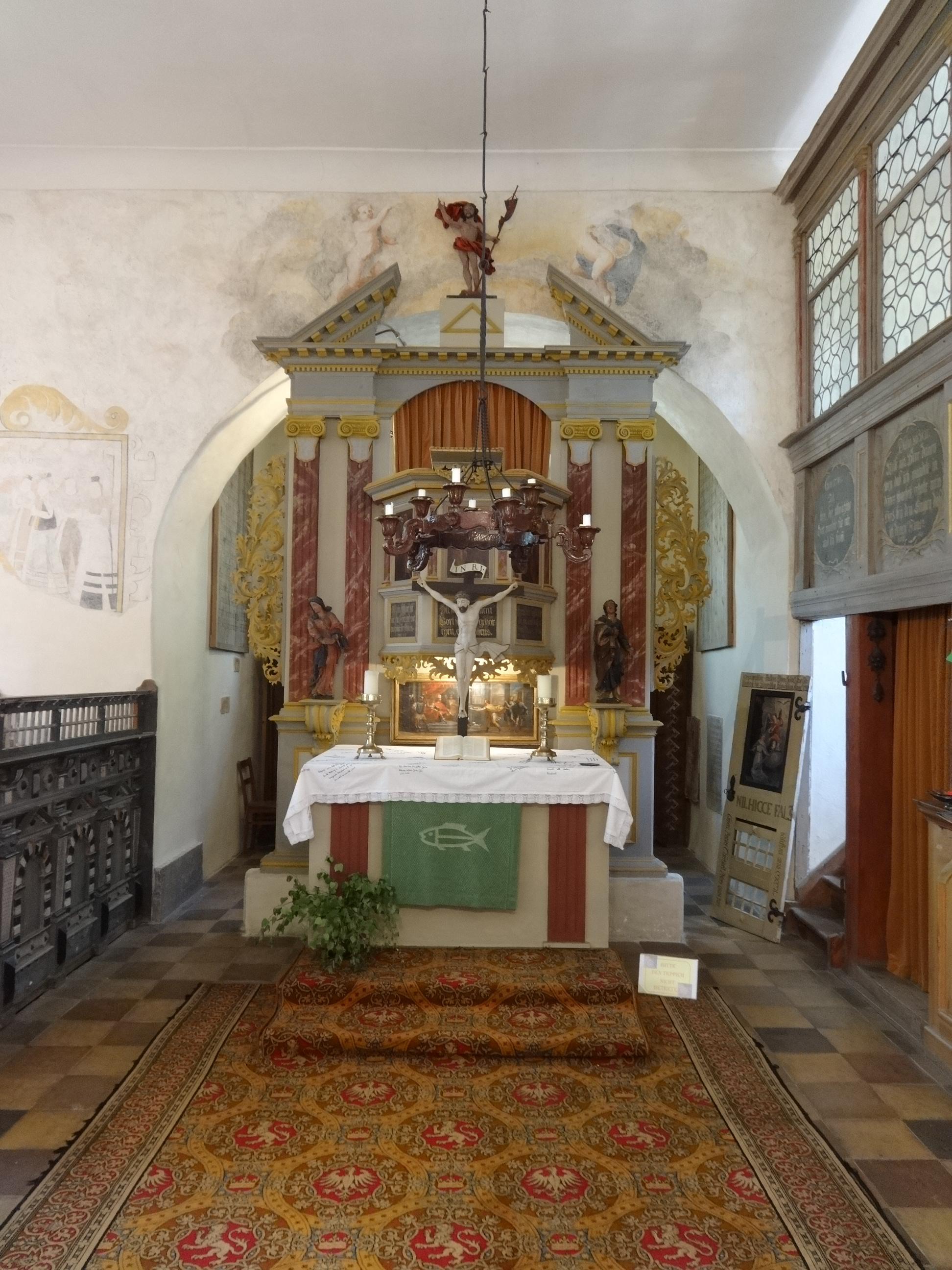
Altar

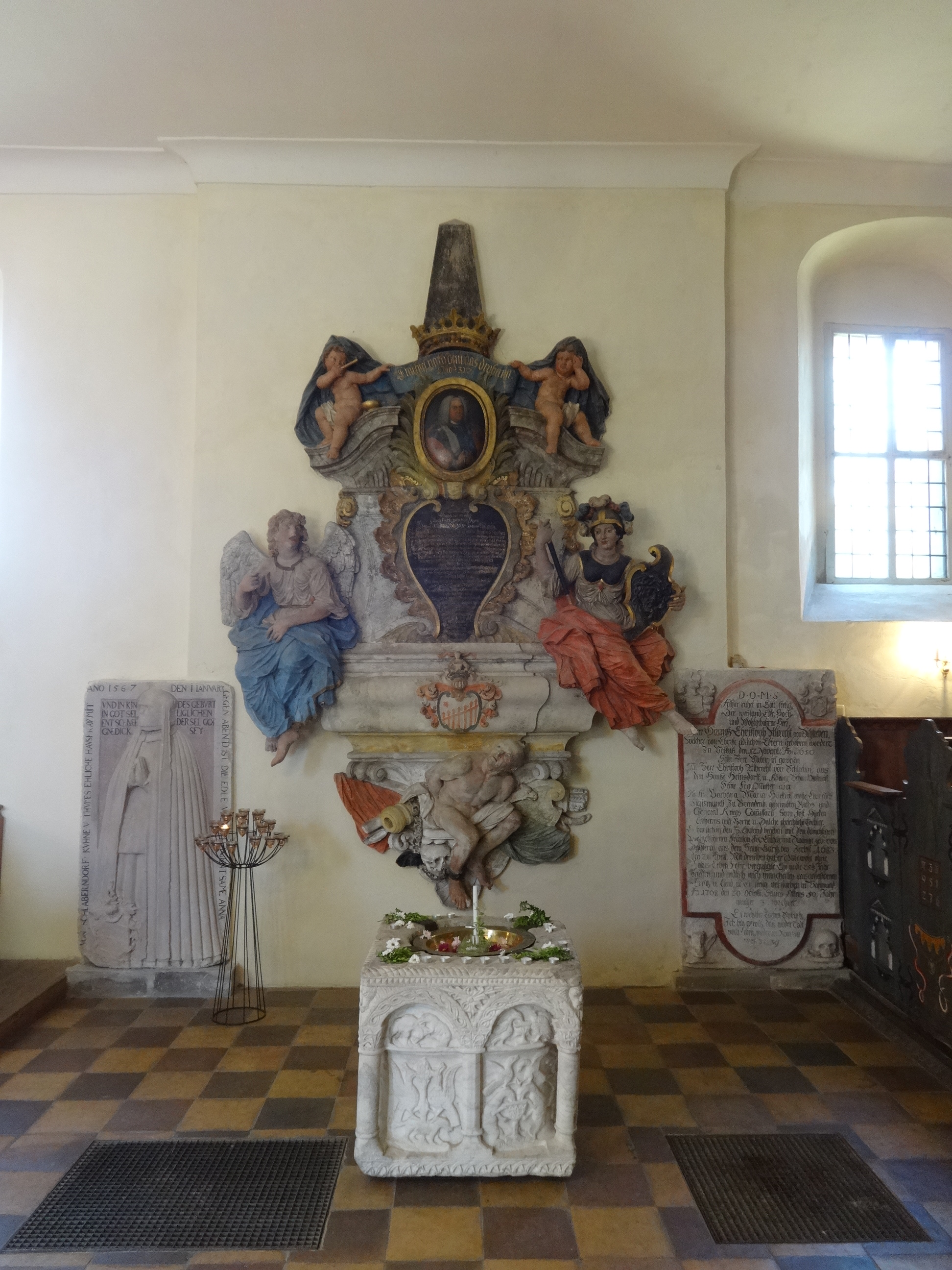
Epitaphe und Fuente aus Venedig, 11. Jahrhundert

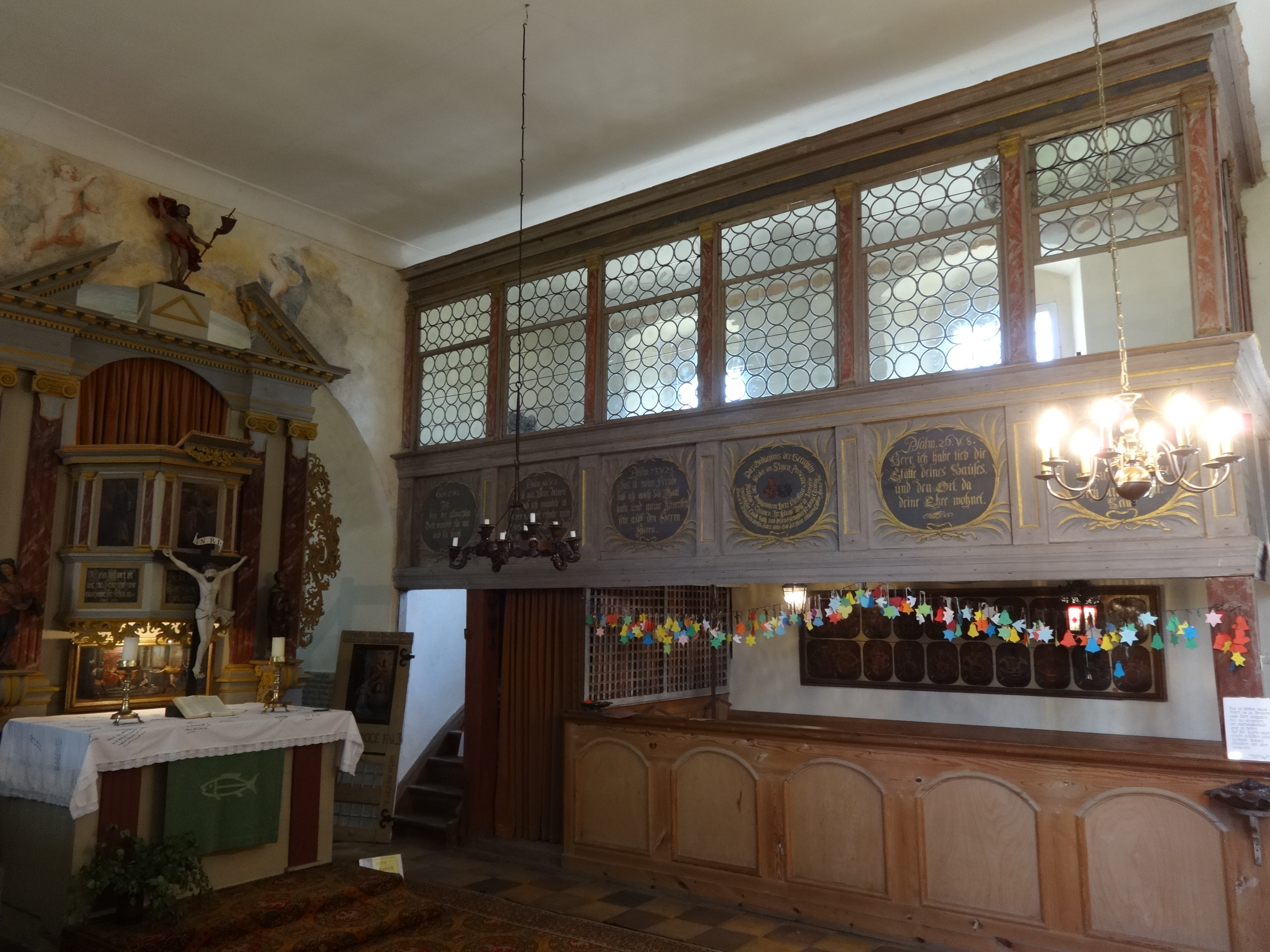
Patronatsloge

### Kanzelaltar und Fünte
Der Kanzelaltar wurde aus Holz gearbeitet und stammt aus dem Jahr 1706. Der Rahmen besteht im Wesentlichen aus zwei Doppelpilastern, die mit Rocaillen verziert sind. Darüber befindet sich ein gesprengter Giebel. Der Kanzelkorb ist polygonal ausgeführt und mit Abbildungen der Propheten mit Sprüchen aus der Bibel geschmückt. Davor steht eine kleinere Triumphkreuzgruppe, die ebenfalls aus Holz hergestellt wurde.
Der älteste Einrichtungsgegenstand ist eine Fünte aus Marmor. Sie stammt aus der ersten Hälfte des 11. Jahrhunderts, wurde in Venedig hergestellt und gelangte von dort in die Sammlung des deutschen Schriftstellers und Bühnenautors Hermann Sudermann. Das Werk diente einst als Brunnenstein und steht auf Pilastern, die mit freistehenden Säulen verziert sind. Sie sind mit Reliefs von Tierpaaren am Baum des Lebens verziert.

### Patronatsloge
Die Patronatsloge stammt ebenfalls aus der Bauzeit der Kirche und konnte von Experten auf das Jahr 1706 datiert werden. Sie ist mit Bleiglasfenstern ausgestattet, die zur Seite geschoben werden können. Darunter hängt eine barocke Ahnentafel, die den Ahnen der ersten Ehefrau Christian Wilhelm von Thümens gewidmet ist. Die Loge ist auf ihrer Längsseite mit sechs, auf der Querseite mit zwei Kassetten verziert. In je einem Oval, das von einem goldenen Rankenweg umrahmt wird, sind im Wesentlichen Sprüche aus der Bibel zu lesen. Auf einer vierten Kassette ist eine kreisförmige Inschrift des Stifters in goldener Schrift aufgemalt: „Das Gedächtnis der Gerechten bleibt im Segen. Prov. 10.V.7. Der hochwohlgeborene Herr Christian Wilhelm von Rhümen Ihr: Königl. Maj: in Preußen hochbestallter Land Rath und dessen Gemahlin Fr. Anna Christina gebohrne v. Schlabberndorffin, haben dieses Gott zu ehren, erbauen lassen. Anno 1706.“ Errichtet wurde sie in der Südost-Ecke des Kirchenschiffs, damit die Patronatsfamilie auf gleicher Höhe mit dem Kanzelkorb und damit des predigenden Pfarrers saß. Zur Bauzeit war sie mit gepolsterten Bänken ausgestattet. Die übrigen Bibelzitate lauten wie folgt (von links nach rechts, dabei sind zum Teil handwerkliche Fehler erkennbar, wie das doppelte Wort „Herrn“ in der dritten Kassette)
- „Ich bin der allmächtige Gott, wandele für mir und sey from“ (Gen 17,1 EU)
- „Weise mir, Herr, deinen Weg, daß ich wandele in deiner Klarheit, erhalte mein Herz bei dem Einigen, daß ich deinen Namen fürchte“ (Psalm 68, 11)
- „Das ist meine Freude, daß ich mich zu Gott halte, und meine Zuversicht setze auff den Herrn Herrn“ (Ps 73,28 EU)
- „Herr, ich habe lieb die Stätte deines Hauses, und den Ort, da deine Ehre wohnet“ (Ps 26,8 EU)
- „Wol denen, die in deinem Hauße wohnen, die loben dich immerdar, Sela“ (Ps 84,5 EU)
- „Der Vgel hat ein Hauß funden, und die Schwalbe ihr Nest, da sie Jungen hecken, nemlich deine Altar, Herr Zebaoth, mein König und mein Gott“ (Ps 84,4 EU) sowie
- „Ich aber will in dein Haus gehen auff deine große Güte, und anbeten gegen deinem heiligen Tempel in deiner Furcht“. (Ps 5,8 EU).

### Epitaphe, Orgel und weitere Ausstattung

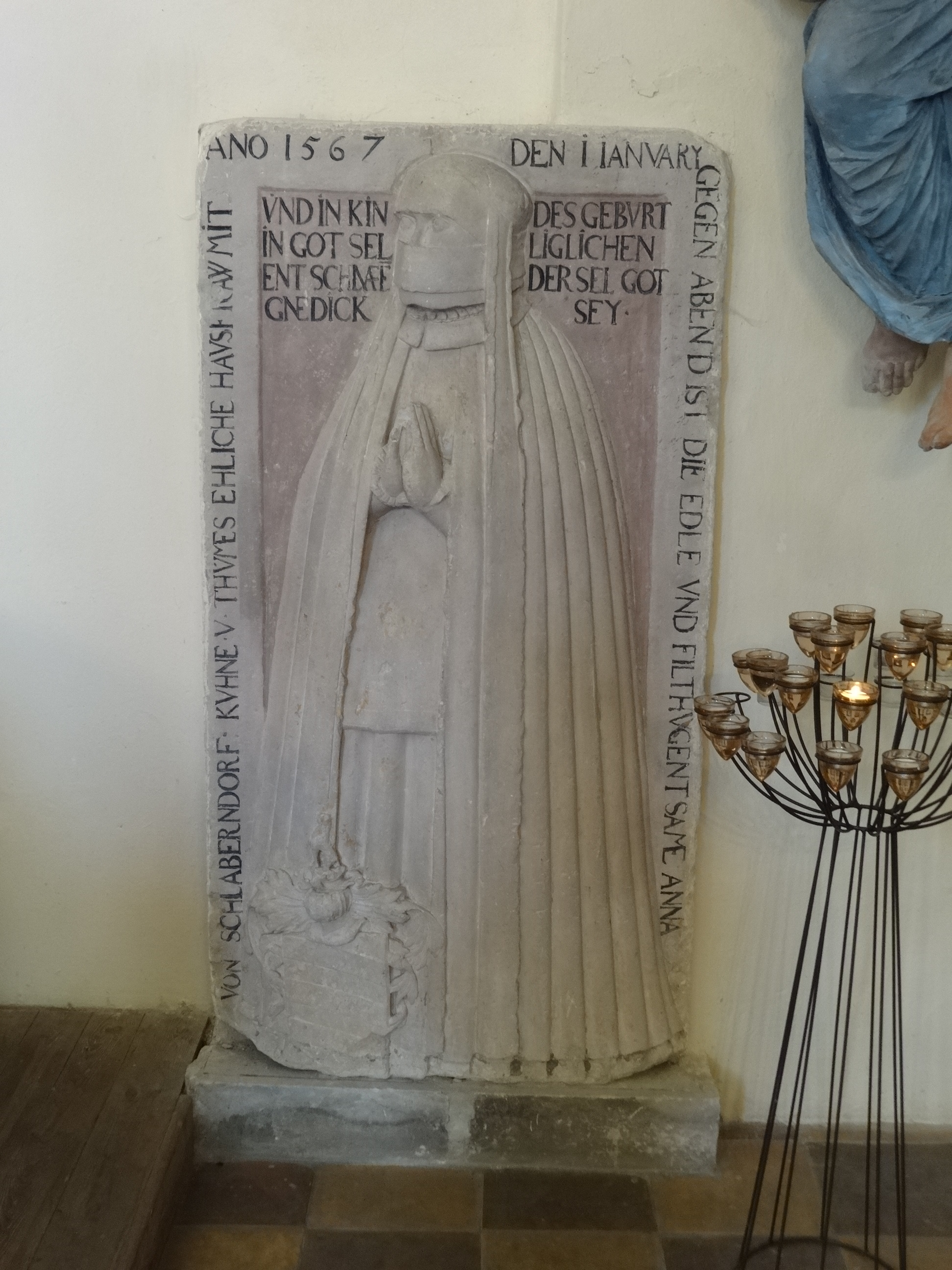
Epitaph Anna von Schlabrendorff

Ein Epitaph aus dem dritten Viertel des 16. Jahrhunderts zeigt eine Szenerie bestehend aus Adam und Eva, dem Tanz um die Schlange, Mose mit den Gesetzestafeln, eine unbekleidete Frau, die vor einem Kreuz kniet sowie die Auferstehung Jesu Christi. Ein weiteres Epitaph erinnert an Anna von Schlabrendorff, die 1567 bei der Geburt ihrer zweiten Tochter im Alter von etwa 23 Jahren verstarb. Die Figur ist plastisch herausgearbeitet, wobei von ihrem Gesicht nur die Augen und die Nasenwurzel angedeutet werden. Vor ihrem rechten Fuß ist eine Wappentafel derer von Schlabendorf angebracht, die mit Akanthus verziert ist. Die im Übrigen weitgehend verhüllte Figur ist mit der folgenden Inschrift eingerahmt: „ANO 1576 AM I IANUARY GEGEN ABEND IST DIE EDLE UND FILTHUGEND SAME ANNA VON SCHLABENDORF KHUNE V. THÜMES EHLICHE HAUSFRAW MIT UND IN KIN DES GEBURT IN GOT SEL IGLICHEN ENTSCHLAFE DER SEL GOT GNEDICK SEY.“ Daneben existiert ein kleines Tafelbild von ihr, das in den Jahren 1991 und 1992 restauriert und dabei auf das 18. Jahrhundert datiert werden konnte. Das dreiteilige Bild informiert über ihr Leben und zeigt im Hauptfeld Anna mit ihrem Mann Kuno sowie zwei kleinen Mädchen. In der Mitte berichtet ein Gedicht wie folgt: „Hie leigt begraben ohne Quahl / Kunes von Thümen ehlich Gemahl / Die Tugentsam fraw Anna Gutt / von Schlabberndorff das edle Blutt / Welche gegeben war von Gott / Dem Kunegeardt biss an den tott. / Welchem sie hie ein Tochter fein / Gelassen hat zum trost allein. / Darnach so starb das edle Weib / in Kindesnot mit schwerem Leib / Den ersten Tag des Jannes zwar / im siben und sechzigsten Jar. / und lebet nu im Himmelreich / sampt allen Christen seelen gleich / Den allen gneidig sei o Gott / und helft uns auch aus aller nott. / Amenn / 1567.“
Deutlich prächtiger sind zwei weitere barocke Epitaphe an der nördlichen Kirchenwand, die an Hans Christian Albrecht von Schlieben (verstorben 1703) und Christian Wilhelm von Thümen (gestorben 1741) erinnern. Letzteres wurde vom Bildhauer Friedrich Christian Glume geschaffen.
Das Kirchengestühl stammt aus dem späten 16. Jahrhundert, ein Sakristeischrank aus dem 16. Jahrhundert. Am Triumphbogen wurden bei Restaurierungsarbeiten im Jahr 1991 Wandmalereien freigelegt. Oberhalb des Bogens sind zwei Putten erkennbar; links davon eine Renaissancemalerei, die das Salomonische Urteil darstellt. Die Westempore ist mit mehreren Gemälden verziert. Das mittlere zeigt die Hochzeit zu Kana und wurde um 1700 vom damaligen Pfarrer Johann Georg Kresser gemalt. Daneben befinden sich vier Bildnisse der Apostel, die ebenfalls aus der Sammlung Sudermanns stammen und um 18. Jahrhundert angefertigt wurden. Zwei weitere Tafelbilder aus der ersten Hälfte des 16. Jahrhunderts zeigen Heilige und dienten zu einer früheren Zeit vermutlich als Altarflügel.
Die Dinse-Orgel hat viereinhalb Register und 270 Orgelpfeifen.